# Leucomelas
Leucomelas là một chi bướm đêm thuộc họ Noctuidae.